# Creston, Iowa
Creston är en stad (city) i Union County, i delstaten Iowa, USA. Enligt United States Census Bureau har staden en folkmängd på 7 841 invånare (2011) och en landarea på 13,4 km². Creston är huvudort i Union County.